# Recey-sur-Ource
Recey-sur-Ource je naselje in občina v francoskem departmaju Côte-d'Or regije Burgundije. Leta 1999 je naselje imelo 431 prebivalcev.

## Geografija
Kraj leži v pokrajini Burgundiji blizu meje s Šampanjo, ob reki Ource, 67 km severno od središča Dijona.

## Uprava
Recey-sur-Ource je sedež istoimenskega kantona, v katerega so poleg njegove vključene še občine Beneuvre, Bure-les-Templiers, Buxerolles, Chambain, Chaugey, Essarois, Faverolles-lès-Lucey, Gurgy-la-Ville, Gurgy-le-Château, Leuglay, Lucey, Menesble, Montmoyen, Saint-Broing-les-Moines, Terrefondrée in Voulaines-les-Templiers z 2.178 prebivalci.
Kanton Recey-sur-Ource je sestavni del okrožja Montbard.

## Pobratena mesta
- Nieder-Olm (Porenje - Pfalška, Nemčija),
- Silenrieux (Valonija, Belgija).